# Eduard Albert

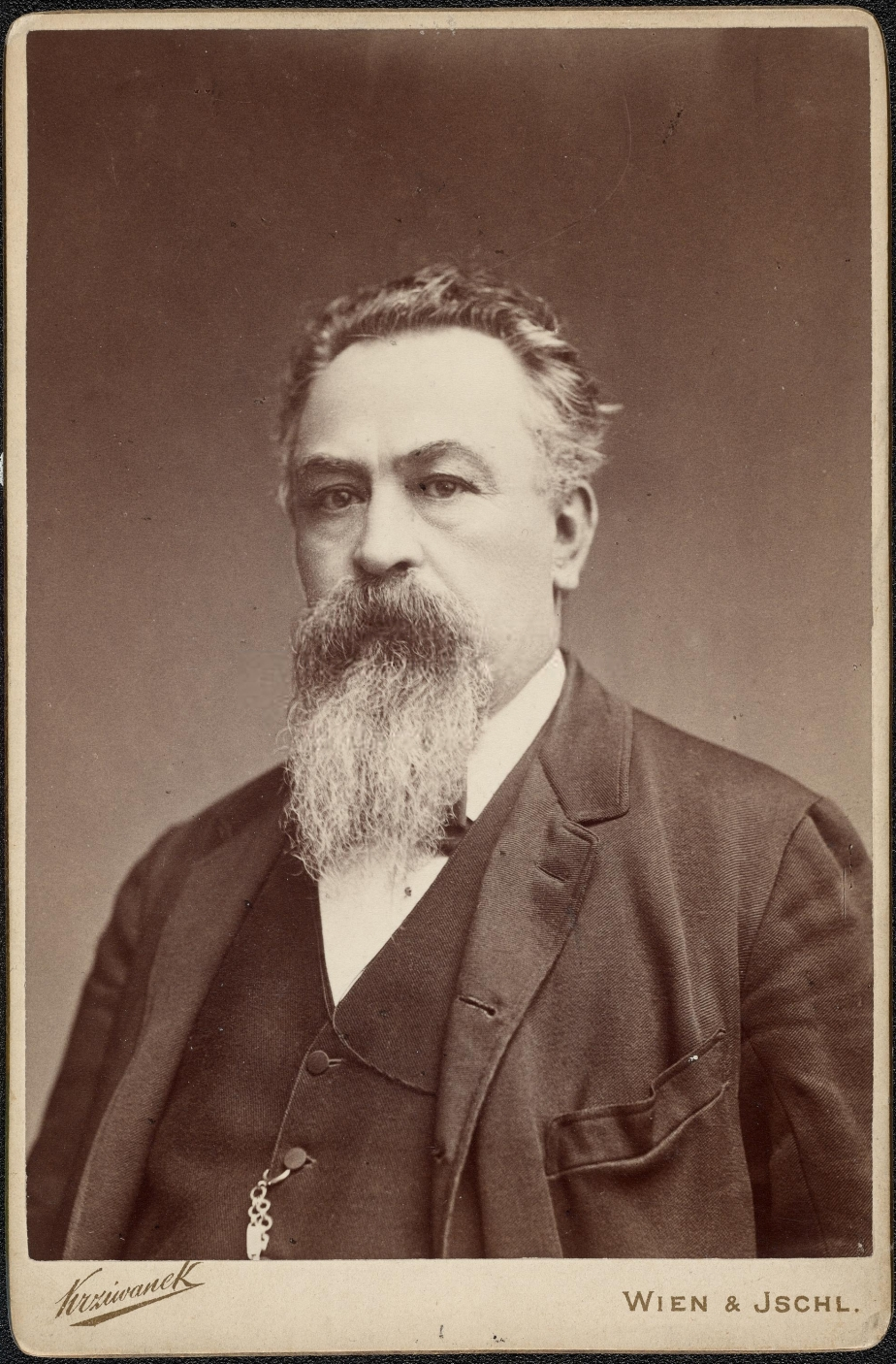
Eduard Albert

Eduard Albert (* 20. Januar 1841 in Senftenberg, Königgrätzer Kreis; † 26. September 1900 ebenda, Bezirk Königgrätz) war ein österreichischer Chirurg und literarischer Übersetzer.

## Leben
Eduard Albert entstammte einer Uhrmacherfamilie, besuchte in Senftenberg die Schule, in Reichenau an der Knieschna und Königgrätz das Gymnasium; auf letzterem legte er 1861 die Matura ab. Er studierte am Josephinum in Wien Medizin, u. a. bei dem bekannten Pathologen Carl von Rokitansky, und schloss im Januar 1867 seine Studien bei ebendiesem mit der Promotion ab. 1868 heiratete er die Arzttochter M. Pietschová (1845–1924). 1874 wurde er als Ordinarius Vorsteher einer Innsbrucker Klinik, wo er sich intensiv wissenschaftlicher und publizistischer Tätigkeit widmete. Dank Fürsprache Eduard Taaffes, dessen Leibarzt und Günstling er war, wurde er als Nachfolger von Johann von Dumreicher 1881 Vorsteher der 1. Chirurgischen Klinik in Wien. Diese Funktion übte der Konkurrent Theodor Billroths bis zu seinem Tod aus.
Ab 1886 war er Mitglied des Höchsten Gesundheitsrats, ab 1888 der Leopoldina in Halle, ab 1890 der Tschechischen Akademie des Kaisers Franz Joseph für Wissenschaften, gesprochenes Wort und Kunst sowie des Weiteren der Medizinischen Akademie und der Chirurgischen Gesellschaft in Paris, Ehrenmitglied der Londoner Königlichen Chirurgischen Gesellschaft, ab 1887 Hofrat, Träger des Ritterkreuzes und des Leopoldsordens; er war zudem als Herausgeber der Fachzeitschriften Medizinische Jahrbücher und Deutsche Zeitschrift für Chirurgie tätig.
Als Politiker kandidierte er 1879 für den Reichsrat, aufgrund politischer Intrigen musste er seine Kandidatur schließlich zurücknehmen. Ende der 1880er Jahre kam es zu einer Annäherung mit Tomáš Garrigue Masaryk, den er im Handschriftenstreit beobachtet hatte, und dessen realistischem Umfeld; 1888–1890 unterstützte er deren hauptsächliches Publikationsorgan Čas finanziell. Masaryks fortschrittliche Ansichten zur Erziehung und Hochschulbildung von Frauen führten allerdings zum Auseinandergehen. 1895 veröffentlichte Albert sogar eine [b]erühmt-berüchtigte Abhandlung (...) über die angebliche mangelnde geistige Schaffenskraft der Frauen und deren "physische und psychische Untauglichkeit" für das Medizinstudium.

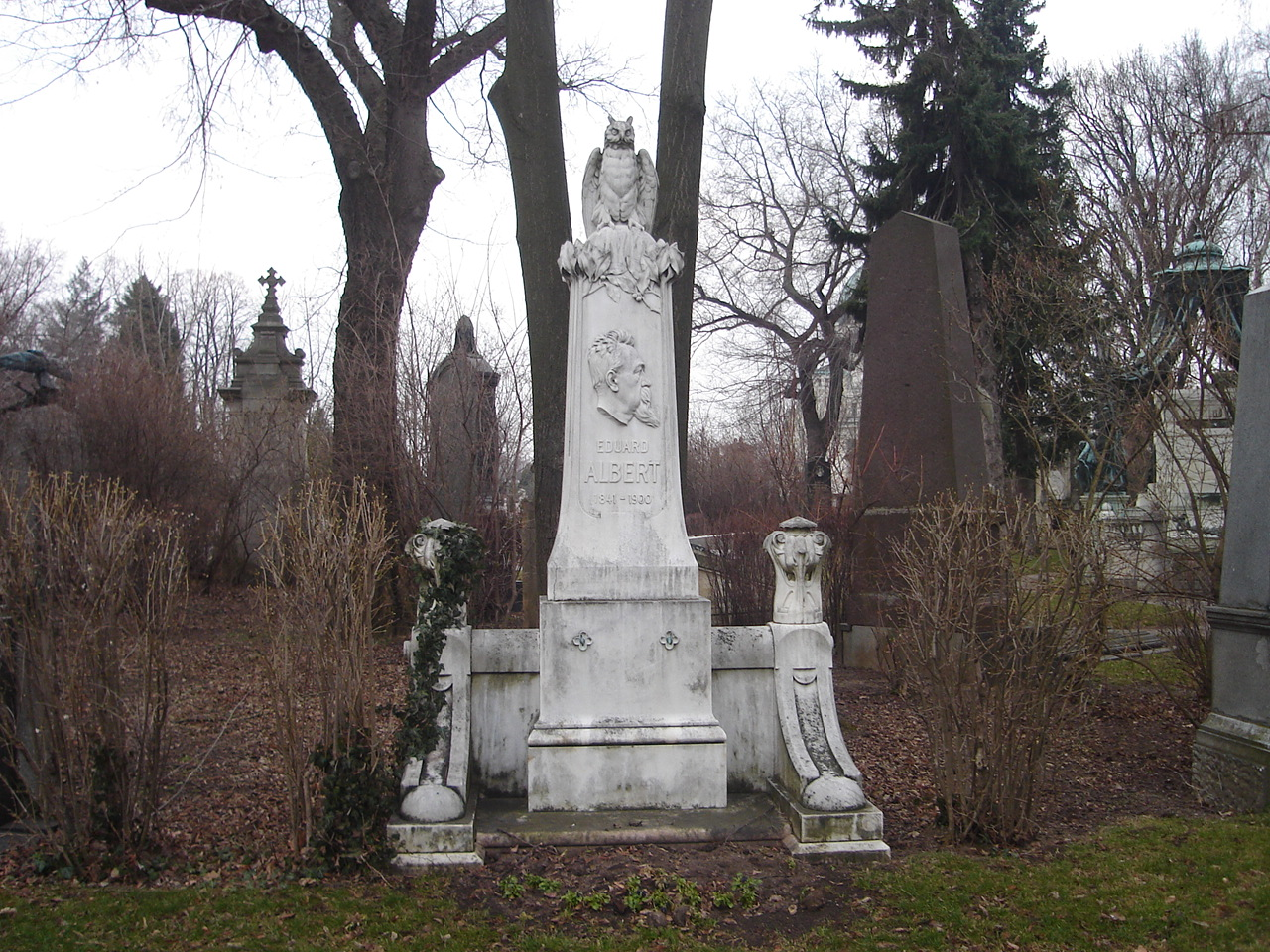
Grab Eduard Alberts auf dem Wiener Zentralfriedhof

Albert erlag 1900 einem Schlaganfall; er wurde in Senftenberg bestattet. 1901 veranlasste sein Sohn die Exhumierung und Überführung seiner sterblichen Überreste nach Wien.
Seine Tochter hieß Olga, sein Sohn war der Privatgelehrte und Schriftsteller Georg Albert (1869–1943).

## Werk
Alberts umfangreiches Werk besteht aus 177 Fachpublikationen in Zweigen der Medizin, hauptsächlich auf dem Gebiet der Chirurgie. Neben Lehrmaterial, beispielsweise Editionen seiner Vorlesungen, publizierte er über neue Operationsmethoden; er zählte zu den Wegbereitern der Antiseptik und zu der theoretischen Orthopädie.
Größten Wert legte er neben der inhaltlichen Qualität auch auf die sprachliche Form; als Redner und Pädagoge bildete er eine Reihe berühmter Schüler aus. Zu diesen gehört der spätere Orthopäde Lorenz.
Nebenbei war er Leibarzt österreichischer Berühmtheiten und nicht zuletzt des Kaisers Franz Joseph I.; zu seiner Zeit zählte er zu den bedeutendsten Chirurgen Österreichs.
Albert führte um 1878 die erste Arthrodese zur Heilung der Schlottergelenke durch und prägte auch den Begriff der Arthrodese.
Neben der fachlichen Tätigkeit als Wissenschaftler und Arzt widmete er sich der schönen Literatur. In Wien verbreitete er die tschechische Literatur seiner Zeit durch seine Arbeit als Kritiker, Dichter und Übersetzer. Als Mäzen förderte er tschechische Politiker und Künstler, korrespondierte mit Schriftstellern, deren Werke er ins Deutsche übertrug; lange Freundschaft und Zusammenarbeit verband ihn mit dem Dichter Jaroslav Vrchlický. In den vier Bänden seiner Anthologie der (Neueren und Neuesten) Poesie aus Böhmen  veröffentlichte er auch eigene Übersetzungen und begleitete die einzelnen Werke mit literaturhistorischen Anmerkungen.
- Beiträge zu Albert Eulenburgs Real-Encyclopädie der gesammten Heilkunde. Erste Auflage.
  - Band 1 (1880) (Digitalisat), S. 65–74 Abscess; S. 337–340: Ankylose; S. 683–689: Autoplastie
  - Band 2 (1880) (Digitalisat), S. 37–39: Bauchschnitt; S. 50–52: Bauchstich; S. 561–570: Brustdrüse
  - Band 3 (1880) (Digitalisat), S. 146–148: Cheiloplastik; S. 374–376: Colotomie; S. 664–671: Darmfistel
  - Band 5 (1881) (Digitalisat), S. 495–498: Ganglion; S. 514–522: Gastrotomie
  - Band 6 (1881) (Digitalisat), S. 694–697: Hygrom
  - Band 8 (1881) (Digitalisat), S. 486–487: Magenfistel
  - Band 11 (1882) (Digitalisat), S. 489–495: Rhinoplastik
  - Band 12 (1882) (Digitalisat), S. 70–82: Schädelverletzung; S. 178–181: Schleimbeutel; S. 451: Sehnen; S. 451–454: Sehnenscheiden
  - Band 13 (1883) (Digitalisat), S. 614–618: Trepanation
  - Band 14 (1883) (Digitalisat), S. 676–681: Wirbelverletzungen
  - Band 15 (1883) (Digitalisat), S. 90–94: Zungenerkrankungen